# ایستگاه راه‌آهن مرکزی دوسلدورف
ایستگاه راه‌آهن مرکزی دوسلدورف (آلمانی: Düsseldorf Hauptbahnhof) یک ایستگاه راه‌آهن در شهر دوسلدورف، آلمان است.
این ایستگاه که در سال ۱۸۹۱ تأسیس شده به خطوط تالیس، راه‌آهن سراسری آلمان (دویچه بان)، اینترسیتی-اکسپرس، اس-بان راین-رور و قطار شهری دوسلدورف متصل است.

## نگارخانه

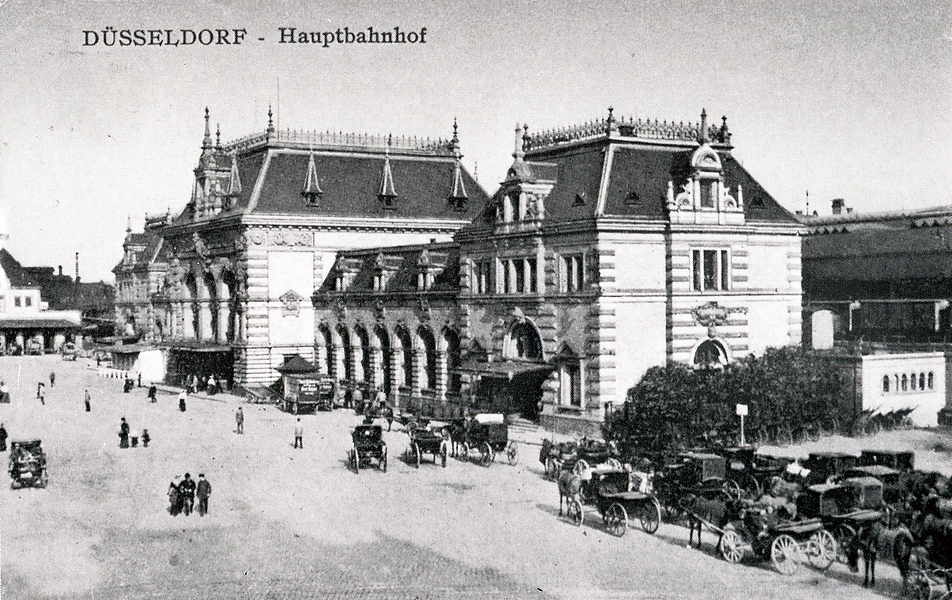
۱۹۰۰
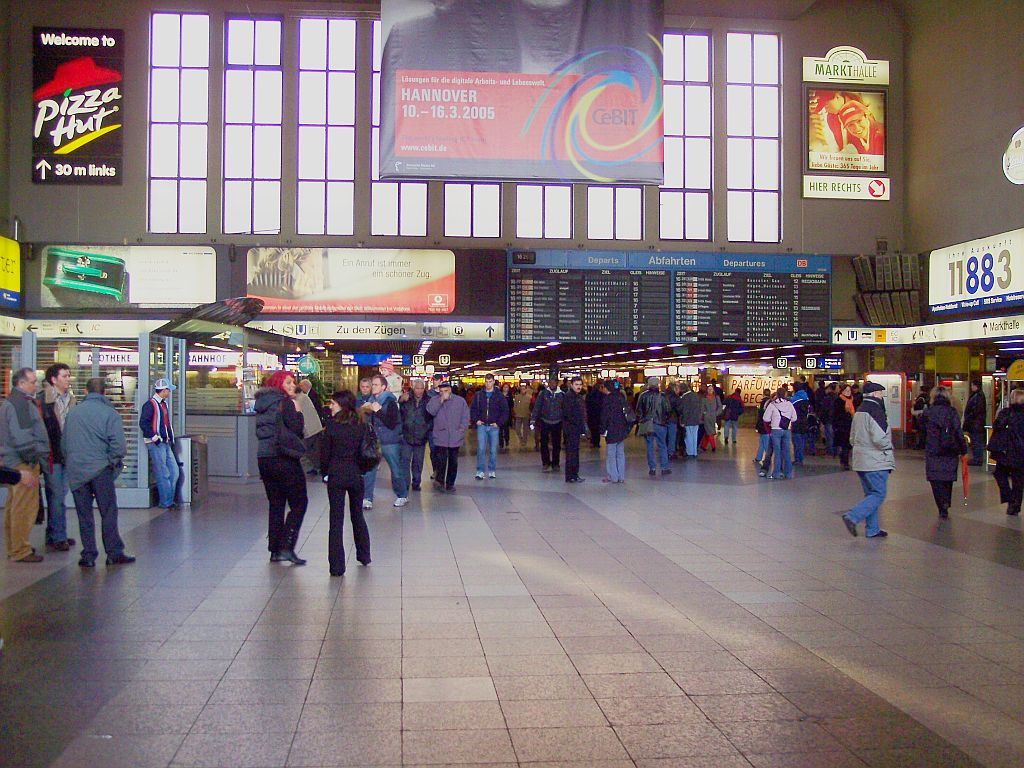
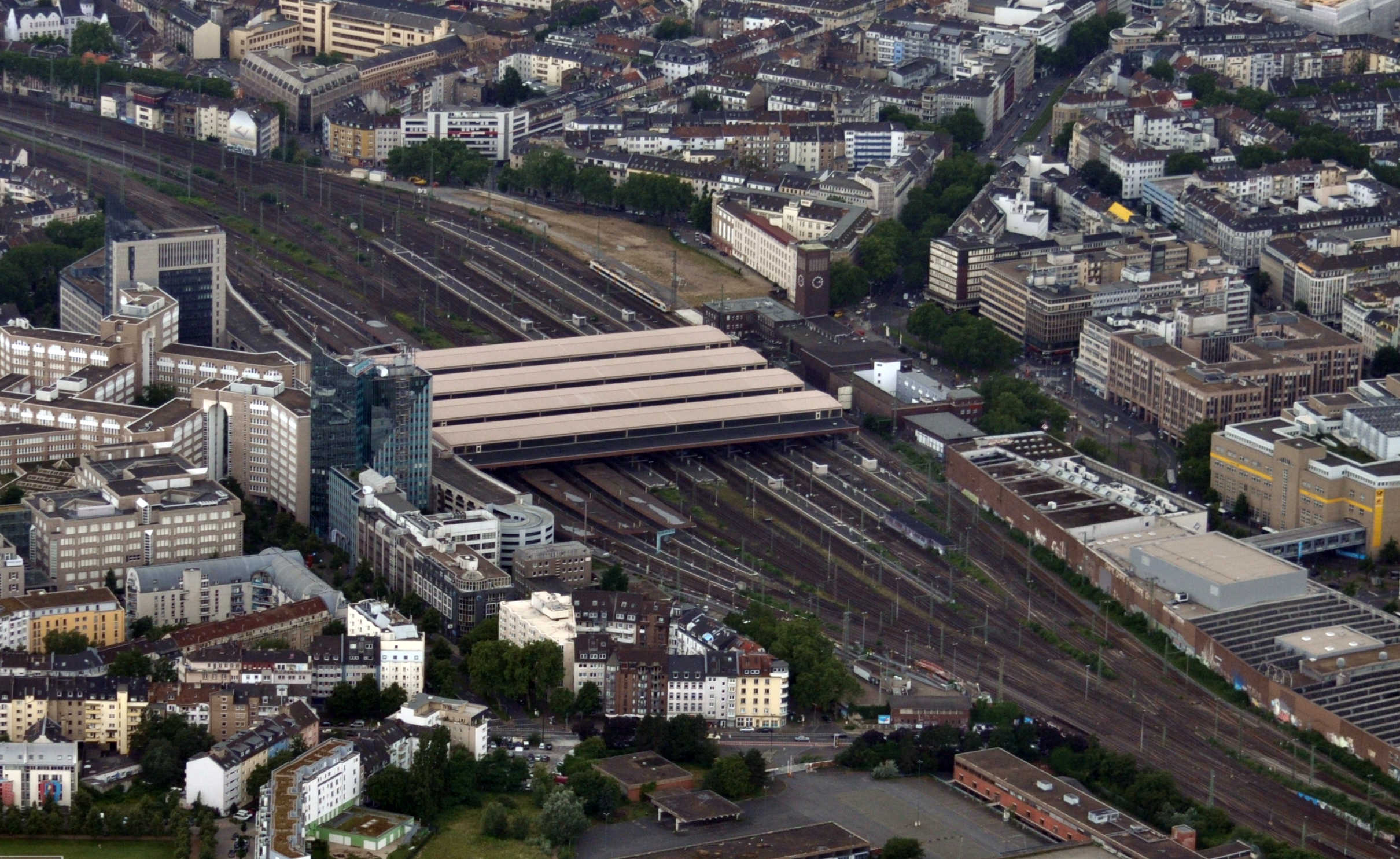
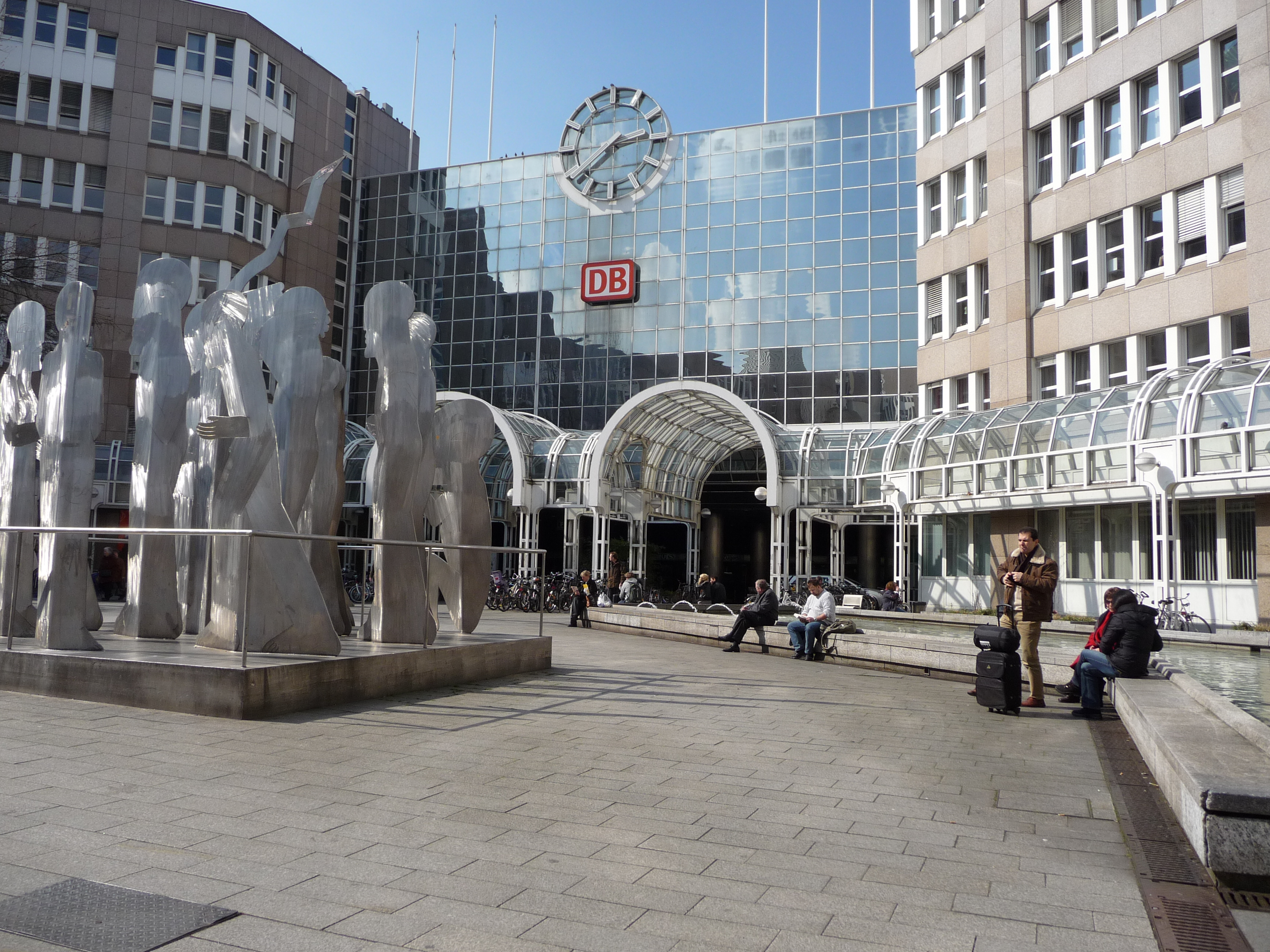
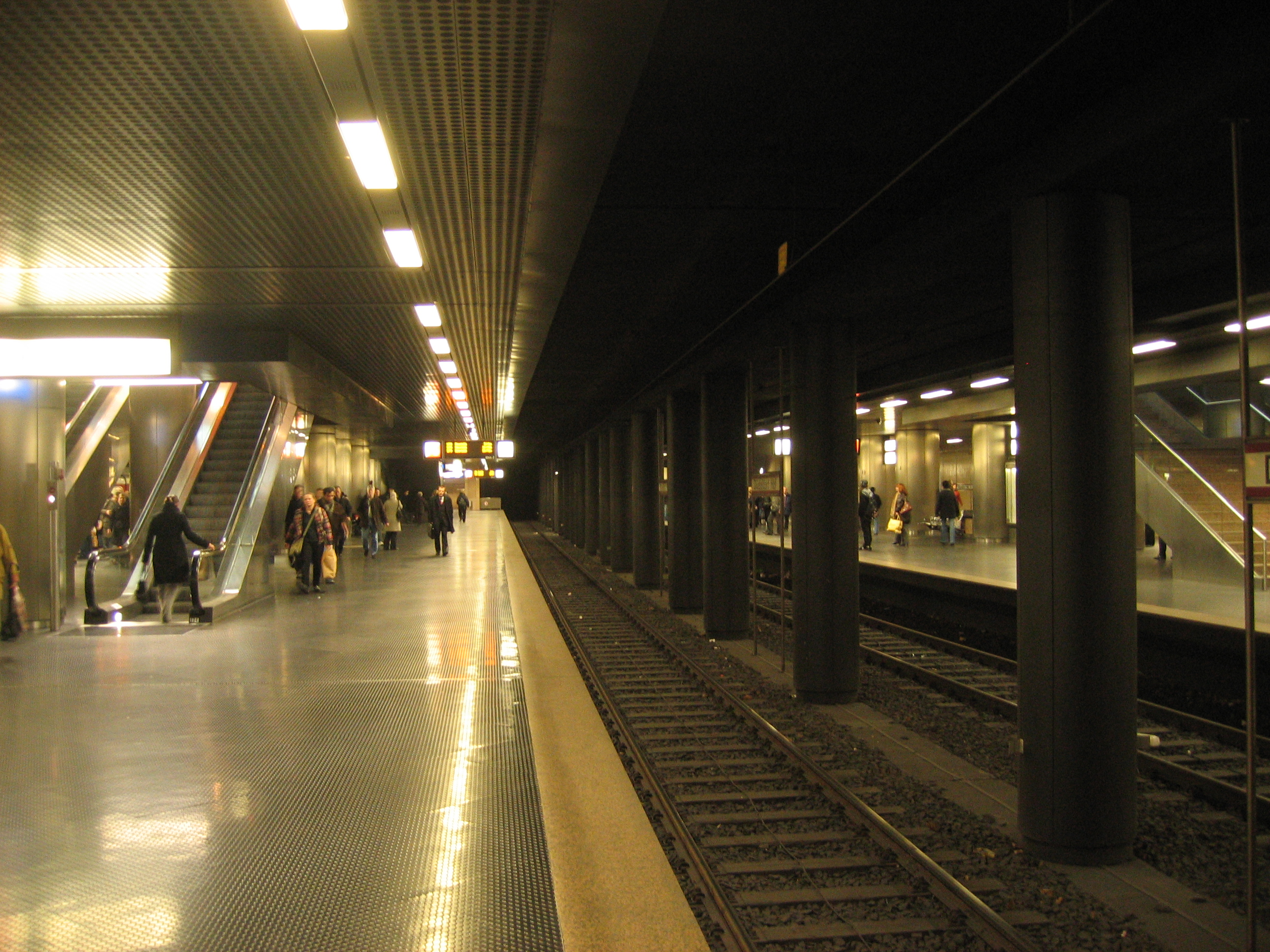
ایستگاه قطار شهری دوسلدورف